# Съседката
„Съседката“ е български игрален филм (драма) от 1987 година на режисьора Адела Пеева, по сценарий на Банко П. Банков (по повестта „Циганско лято“). Оператор е Стоян Чакъров. Музиката във филма е композирана от Виктор Чучков.

## Сюжет
Димка е омъжена млада жена. Тя има семейство, което ѝ вдъхва чувство за увереност и благополучие, нов дом, лека кола... Но достатъчно ли ѝ е това за да се чувства щастлива? Григор е човек с богата душа, по-различен от другите, обича фолклора и музиката. Двамата се срещат. Любовта им се превръща в смисъл на живота им. За да бъдат щастливи те пренебрегват материалното благополучие, общественото положение и мнението на околните. Но по средата на този труден път Димка не издържа изпитанията и е принудена да се върне при мъжа си Стефан. Примирена и унизена, тя започва да живее по познатия от преди начин...

## Актьорски състав
- Велко Кънев – Григор Банков, началник цех
- Елвира Иванова – Димка Маринова
- Калин Арсов – Стефан
- Георги Русев – Лундев, директорът на консервната фабриката
- Стефка Едрева
- Павел Баев
- Мария Кауфман
- Росица Кауфман
- Мартина Вачкова - работничка, приятелката на Славейко
- Димитър Марин - Славейко
- Йорданка Стефанова
- Мария Карел
- Катерина Бундова
- Мариана Михайлова
- Виктор Терзийски
- Христо Гърбов
- Крикор Хугасян
- Тодор Титиринов
- Евелина Дряновска
- Златина Тодева

В епизодите:
- Димитър Абаджиев
- Елена Иванова
- Александър Марков
- Димитър Георгиев
- Ани Гунчева
- Евангелия Тупарова
- Юлия Дживджорска
- Христина Костадинова
- Ангелина Маринова
- Веселин Борисов